# 崔昌益
崔 昌益（チェ・チャンイク、1896年 - 1957年 / 1960年）は、日本統治時代における朝鮮の独立運動家・社会主義者。中国で金元鳳と共に抗日運動を行った。朝鮮民主主義人民共和国（北朝鮮）の建国にも参加したが、のちに金日成によって粛清された。妻の許貞淑（許憲の娘）も北朝鮮の政治家。別名は崔昌錫、崔昌淳、崔東宇、李建宇。

## 生涯
咸鏡北道穏城郡の出身で、日本の早稲田大学政治経済学部を卒業した。京城（現：ソウル特別市）で結成された共産主義者の組織・ソウル青年会（いわゆる「ソウル派」。朝鮮共産党参照）に参加してその幹部として活動。1925年モスクワ国際共産党大会に、ソウル青年会代表として参加した。
1928年、第三次朝鮮共産党事件で逮捕される。服役後の1936年、妻の許貞淑とともに中国に亡命。漢口において朝鮮民族前衛同盟を結成した。この年から、金元鳳の朝鮮民族革命党に参加すると共に、1938年金元鳳が始めた在武漢朝鮮青年戦時服務団（朝鮮義勇隊）の指揮を任された。金元鳳が中国国民党政府との関係を深め対日宣伝戦に力を注ぐようになると訣別し、延安に移動。朝鮮義勇隊の一部を中国共産党の影響下に置き、これを中核として朝鮮義勇軍を結成した。1942年には朝鮮独立同盟副主席となった。延安での活動から延安派とされるが、武亭・金枓奉らが1920年代から中国共産党で活動していたのとは異なる経歴を持つ。
1945年12月、平壌に帰国。1946年3月朝鮮新民党副委員長に就任、8月には北朝鮮労働党中央委員会常務委員兼政治委員に就任した。その後、北朝鮮労働党常任委員、北朝鮮人民委員会人民検閲局長を経て、1948年、北朝鮮労働党中央委員及び最高人民会議代議員に選出される。1948年9月に北朝鮮政府が樹立されると、財政相を任された。1952年、北朝鮮内閣副首相に就任し、財政相を兼任した。
1956年、朴昌玉、尹公欽と共に金日成を批判し、党から除名された（8月宗派事件）。養豚場に追放された。中国とソ連の干渉を受けて、1956年9月の朝鮮労働党中央総会で朴昌玉の中央委員資格の回復が決定された。1956年11月中旬、実質的権限を持たない物質文化および歴史文物保護局長に任命されたが、崔昌益はこれを拒否し、院士という学者の地位で科学研究に携わるよう要求した。
1957年、反党グループ事件の影響でソ連からの批判がかなり弱まっていることを確認した金日成は反対派の排除を開始し、同年9月に朴昌玉と共に刑務所入りとなった。軍事クーデターに参加した容疑をかけられ、1960年1月の秘密裁判で銃殺刑を宣告された。

## 家族
- 妻：許貞淑（1908年7月16日 - 1991年6月5日）

弁護士・許憲の娘。のちに離婚。